# Звягинцева, Антонина Власовна
Антонина Власовна Звягинцева (1936 — 1979) — советский хозяйственный, государственный и политический деятель, Герой Социалистического Труда.

## Биография
Родилась в 1936 году в совхозе «Камышинский» Еланского района Сталинградского края (ныне — Волгоградской области). С 1937 году жила в совхозе «Тростянский» Новоаннинского района Сталинградской области. Окончания семилетнюю школу.
С 1953 года работала в совхозе — разнорабочей, с 1 января 1958 — ученицей доярки. Будучи дояркой, в ходе 7-й семилетки (1959—1965) являлась лидером в социалистическом соревновании, в 1965 году получила от каждой коровы своей группы по 3932 килограммов молока. Член КПСС.
Указом Президиума Верховного Совета СССР от 22 марта 1966 года за достигнутые успехи в развитии животноводства, увеличении производства и заготовок мяса, молока, яиц, шерсти и другой продукции Звягинцевой Антонине Власовне присвоено звание Героя Социалистического Труда с вручением ордена Ленина и золотой медали «Серп и Молот».
Избиралась депутатом Верховного Совета РСФСР 7-го созыва (1967—1971).
С 1972 года на пенсии. Умерла 19 января 1979 года.

## Награды
- золотая медаль «Серп и Молот» Героя Социалистического Труда и орден Ленина (22.3.1966),
- орден Ленина (8.4.1971),
- медали,
- медали ВДНХ СССР[1].